# Lil Yachty
Miles Parks McCollum (23 de agosto de 1997), mais conhecido pelo seu nome artístico Lil Yachty, é um rapper, cantor e compositor americano. Ele ganhou conhecimento em 2015 por suas músicas "One Night" e "Minnesota" que fazem parte de seu EP "Lil Boat" e também por participações em músicas de grande sucesso , como "Broccoli" e "iSpy". Ele lançou seu mixtape "Lil Boat" em março de 2016. Em junho de 2016 ele anunciou que assinou contratos com três gravadoras, Quality Control Music, Capitol Records e Motown Records.

## Carreira
Em 2015 ele começou a usar o nome artístico "Lil Yachty" e se mudou de sua cidade natal de Atlanta para Nova Iorque para seguir sua carreira. Lil Yachty começou a ser notado quando em dezembro de 2015 sua música "One Night" foi usada em um vídeo de comédia viral. Em abril de 2016 ele fez uma participação na música "Broccoli" do rapper D.R.A.M. A música "Broccoli" ficou em 5.° lugar na Billboard Hot 100. Em julho de 2016 ele lançou seu segundo mixtape, chamado "Summers Songs 2".